# Mounds View
Mounds View è un comune degli Stati Uniti d'America, situato in Minnesota, nella contea di Ramsey.